# Jaromír Švejdík
Jaromír Švejdík (* 14. října 1963 Jeseník) známý také pod pseudonymem Jaromír 99 je český zpěvák, skladatel, kytarista a výtvarník.

## Tvorba

### Hudba
Před nástupem na vojnu založil v osmdesátých letech punkovou skupinu Chlapi z práce. Od roku 1989 zpívá v kapele Priessnitz, pro kterou píše většinu textů. V roce 2004 stál u vzniku projektu Umakart, v roce 2007 pak u vzniku tria Jaromir 99 & The Bombers, jehož debutové album je soundtrackem ke Švejdíkovu komiksu Bomber.
Od roku 2014 koncertuje Jaromír se svými hosty Alešem Březinou alias A.M.Almelou (mandolína) a Lukášem Morávkem (trubka) na vernisážích i samostatných koncertech v České republice i v zahraničí . V roce 2019 začíná koncertovat se svým projektem Letní kapela, kde hraje repertoár svých písní napsaných pro Priessnitz, Václava Neckáře, Umakart, Bombers a Kafka Band. Kapelu tvoří hudebníci z Jesenicka. V červnu 2022 Letní kapela vydává eponymní album autorských písni, kde recenzenti vnímají převážně atmosféru Jeseníků a je dobře přijata.
V roce 2022 vydal knižně pod názvem Mimosezóna (Host, 2022) výběr svých písňových textů, které napsal pro Priessnitz, Umakart, Jaromír 99 & The Bombers, Letní kapelu a pro Václava Neckáře. Knihu doprovodil svými texty také Jaroslav Rudiš a Michal Pařízek.

### Výtvarná tvorba

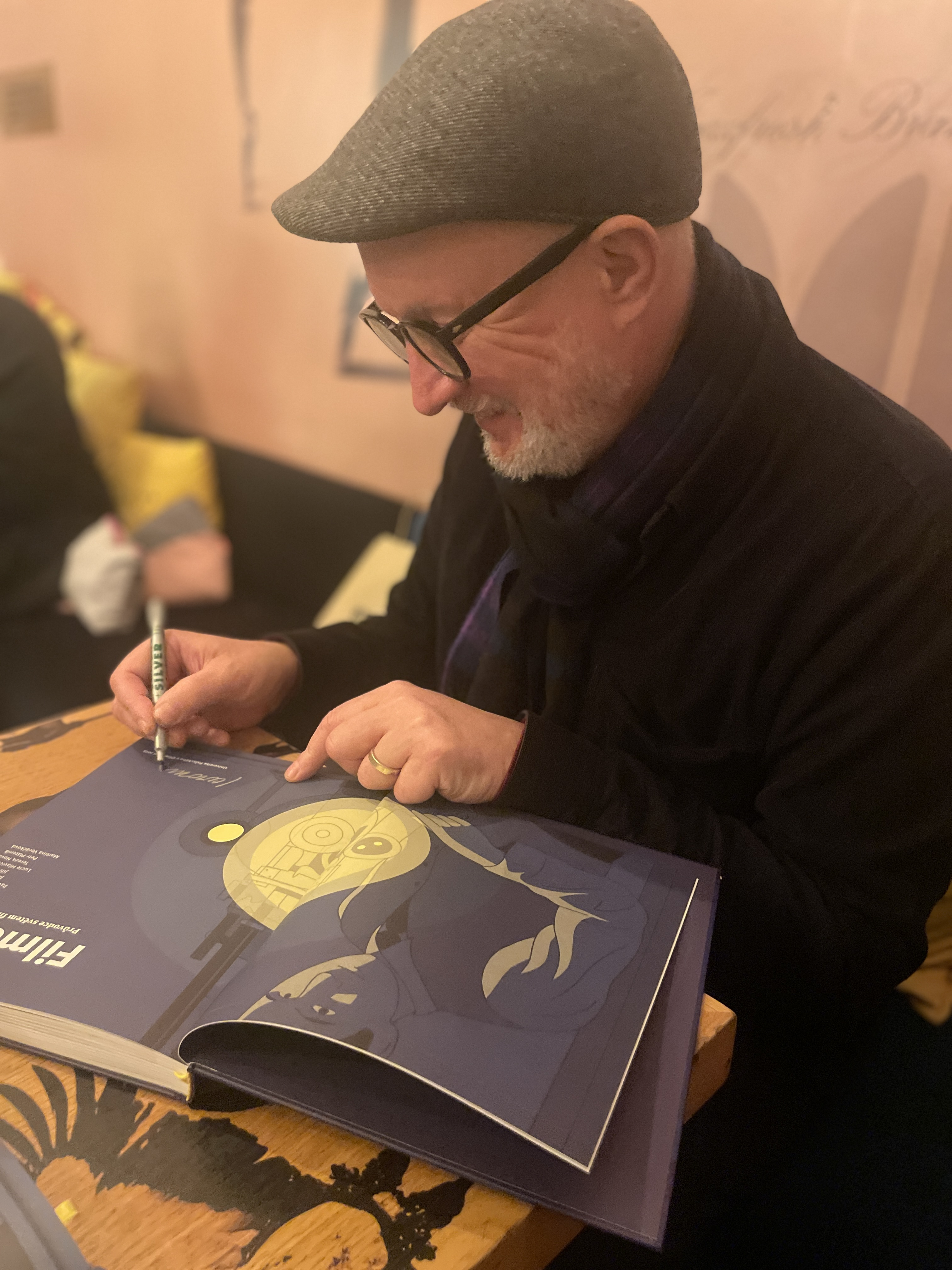
Jaromír Švejdík podepisuje knihu Filmouka

Spolu s Jaroslavem Rudišem je autorem komiksu Alois Nebel a spolupracoval i na stejnojmenném filmu, k němuž složil i známou píseň Půlnoční, již nazpíval Václav Neckář. Je také autorem storyboardů k filmům Jedna ruka netleská, Samotáři, Děti Duny nebo Grandhotel. Je autorem komiksů Bomber, Zámek a Zátopek a Zatím dobrý. Vytvořil grafiku hudebního alba Půljablkoně. Tvoří zakázkové grafické tisky, mimo jiné k projektu Filmouka, který je průvodcem filmem a audiovizí pro žáky základních škol.

## Osobní život
Jaromír Švejdík je ženatý s ilustrátorkou a grafickou designérkou Johanou Švejdíkovou, spoluautorkou dětského časopisu Raketa. Společně s dětmi žijí střídavě v Praze a na Jesenicku.